# 마리 퀴리 (영화)
《마리 퀴리》(영어: Radioactive)는 2019년 공개된 영국의 전기 영화로, 과학자 마리 퀴리의 삶을 다루었다. 만화가 출신 감독 마르잔 사트라피의 작품으로, 로런 레드니스가 지은 그래픽노블 《방사성》(Radioactive: Marie & Pierre Curie: A Tale of Love and Fallout)이 영화의 원작이다. 로저먼드 파이크가 주인공 마리 퀴리를, 샘 라일리, 애니아 테일러조이, 어나이린 바너드가 그 주변인물 피에르 퀴리, 이렌 퀴리, 폴 랑주뱅을 연기한다.
2019년 토론토 영화제에서 전 세계 최초로 공개되었다. 원래는 2020년에 극장에서 개봉될 예정이었으나 코로나19 범유행으로 인하여 취소되었으며, 2020년 6월 15일에 영국에서 스튜디오카날 UK를 통해 공개되었다. 대한민국 에서는 2020년 11월 개봉 예정이었다.

## 줄거리
1934년, 파리에서 마리 퀴리가 실험실에서 쓰러진 후 병원으로 이송되면서 그녀의 삶을 회상한다. 1893년, 마리는 독단적인 태도 때문에 연구 자금 지원을 받지 못했고, 비슷한 성향의 피에르 퀴리와 함께 실험실을 사용하게 된다. 마리와 피에르는 사랑에 빠져 결혼하고 두 아이를 낳는다. 마리는 방사능 발견을 발표하며 물리학과 화학에 혁명을 일으킨다. 곧 라듐은 상업 제품에 사용되기 시작한다. 마리는 피에르와 함께 영매를 통해 죽은 자와 접촉하려는 시도에 참여하지만, 그녀는 영혼주의와 사후세계를 믿지 않는다. 피에르가 마리의 노벨상 공동 수상을 주장하고 레지옹 도뇌르 훈장을 거부하지만, 마리는 피에르가 자신 없이 스톡홀름에서 상을 받은 것에 불만을 느낀다. 이후 피에르는 연구로 인한 빈혈로 쇠약해져 마차에 치여 사망한다.
마리는 처음에는 자신이 발견한 원소가 독성이 있다는 우려를 무시하지만, 라듐에 노출된 사람들이 심각한 건강 문제로 사망하는 사건들이 발생한다. 마리는 우울증에 빠지고 동료인 폴 랑주뱅과 불륜 관계를 시작한다. 소르본 대학에서 피에르의 교수직을 이어받지만, 프랑스 언론은 마리의 불륜을 보도하고, 그녀는 폴란드 출신이라는 이유로 외국인 혐오 집단에게 괴롭힘을 당한다. 마리는 영매를 통해 피에르와 연락하려 했던 집으로 돌아가 친구 로이 풀러에게 라듐을 사용해 피에르와 다시 만나게 해달라고 간청한다. 1911년, 마리는 노벨 화학상을 수상하지만, 위원회의 수상 금지 요청을 무시하고 스톡홀름으로 가 수상식에서 기립 박수를 받는다.
제1차 세계 대전이 발발하자, 마리의 딸 이렌은 부상당한 병사들의 절단 수술 여부를 결정하기 위해 엑스레이 장비를 서부 전선에서 운영하자고 설득한다. 이렌은 프레데리크 졸리오와 데이트를 시작하고, 마리는 처음에는 이들의 인공 방사능 공동 연구에 반대하지만, 결국 이렌에게 연구 참여를 막지 못한다. 하지만 이들은 함께 엑스레이 장비를 운용하기 위해 서부 전선으로 향한다. 마리의 삶과 함께 그녀의 발견이 미래에 미치는 영향이 교차되어 나타난다. 클리블랜드 병원의 외부 방사선 치료, 히로시마와 나가사키 원자폭탄 투하, 네바다 핵폭탄 실험, 체르노빌 원전 사고가 보여진다. 1934년 사망 직전, 마리는 이러한 미래의 사건들을 환영으로 보고 병실에서 깨어난다. 피에르는 그녀를 찾아와 함께 병원을 나선다.
영화의 마지막 장면은 1927년 솔베이 회의에서 알베르트 아인슈타인 등 저명한 물리학자들과 함께한 마리의 사진이다. 엔딩 크레딧에서는 퀴리 부부의 업적과 전쟁 중 100만 명 이상의 병사를 진단한 이동식 엑스레이 장치, 방사선 치료에 기여한 연구, 졸리오-퀴리 부부의 인공 방사능 발견 등의 내용이 자세히 설명된다.

## 출연
- 로저먼드 파이크 - 마리 퀴리
- 샘 라일리 - 피에르 퀴리
- 샨 브룩 - 브로니아 스크워도프스카
- 사이먼 러셀 빌 - 가브리엘 리프만
- 애니아 테일러조이 - 이렌 퀴리
  - 아리엘라 글레이저 - 이렌 퀴리(10대)
  - 인디카 왓슨 - 이렌 퀴리(6세)
- 카라 로섬 - 이브 퀴리
- 어나이린 바너드 - 폴 랑주뱅
- 캐서린 파킨슨 - 에마 잔 데포세
- 팀 우드워드 - 알렉상드르 밀랑
- 조너선 에어리스 - 에트레드
- 미리엄 노백 - 프랑수아즈 간호사
- 코리 존슨 - 애덤 워너
- 드미트리 고릿사스 - 닥터 젱킨스
- 마이클 굴드 - 클라크 판사